# Rakuten Japan Open Tennis Championships 2019
Rakuten Japan Open Tennis Championships 2019 — тенісний турнір, що проходив на кортах з твердим покриттям у місті Tokyo, Японія з 30 вересня. Належав до категорії ATP Tour 500, був турніром серії Japan Open (теніс) 2019 року.

## Фінальна частина

### Одиночний розряд
Новак Джокович —  Джон Міллман 6–3, 6–2

### Парний розряд
Ніколя Маю /  Едуар Роже-Васслен —  Нікола Мектич /  Франко Шкугор 7–6(9–7), 6–4